# Đulovac
Đulovac (o Djulovac) es un municipio de Croacia en el condado de Bjelovar-Bilogora. 
Se encuentra en las laderas sur de las alturas Bilogora y las laderas occidentales de Papuk. El río Ilova la atraviesa. Grandes áreas están bajo el bosque. Los tipos más comunes son: haya lisa, roble, solla, aliso negro y acacia. 
Al  no contar con plantas industriales y estar rodeado de bosques, su medio ambiente es privilegiado.

## Geografía
Se encuentra a una altitud de 249 m s. n. m. a 150 km de la capital nacional, Zagreb.

## Demografía
En el censo 2011 el total de población del municipio fue de 3245 habitantes, distribuidos en las siguientes localidades:
- Bastajski Brđani - 0
- Batinjani - 247
- Batinjska Rijeka - 30
- Borova Kosa - 91
- Dobra Kuća - 15
- Donja Vrijeska - 73
- Donje Cjepidlake - 3
- Đulovac - 957
- Gornja Vrijeska - 42
- Gornje Cjepidlake - 46
- Katinac - 115
- Koreničani - 246
- Kravljak - 36
- Mala Babina Gora - 22
- Mala Klisa - 2
- Mali Bastaji - 112
- Mali Miletinac - 22
- Maslenjača - 174
- Nova Krivaja - 70
- Potočani - 70
- Puklica - 106
- Removac - 19
- Stara Krivaja - 0
- Škodinovac - 35
- Velika Babina Gora - 56
- Velika Klisa - 0
- Veliki Bastaji - 502
- Veliki Miletinac - 59
- Vukovije - 97

| Gráfica de población de Đulovac 1857-2011                           |
|                                                                     |
| Según los censos de población de la oficina estadística de Croacia. |

## Historia
A finales del siglo VI y principios del VII, los eslavos se asentaron en la zona. En el siglo XVII se produjo la ocupación turca con quienes se asentaron serbios que mayormente se dedicaban a la cría de ganado. Tras la expulsión de los turcos, Jankovic, una familia noble, invita a checos, austriacos, alemanes y húngaros a establecerse en las aldeas desiertas.
Djulovac fue fundada en 1852 bajo el nombre de Gjulaves, donde se establecieron artesanos alemanes y húngaros. En 1885 pasó a ser la terminal de la línea ferroviaria Barč - Daruvar. Unos años más tarde, se abrió un aserradero. Las maderas fueron cortadas en grandes cantidades y exportadas.
Después de la Segunda Guerra Mundial, la localidad fue renombrada como Miokovićevo hasta 1990 que fue llamada Đulovac.
Durante la Guerra de Croacia, el lugar estuvo bajo dominio serbio a partir de agosto de 1991. Entonces fue que la iglesia católica local fue destruida. El 12 de diciembre de 1991, la 127.ª Brigada Virovitica comenzó el ataque a las posiciones serbias con el objetivo de liberar las aldeas ocupadas en las direcciones Pivnica Slavonska - Đulovac y Jasenaš - Đulovac. Entonces liberó las aldeas de Koreničani, Stara Krivaja y Velika Klisa. El 15 de diciembre, la Brigada 127 Virovítica liberó las aldeas de Donja y Gornja Cjepidlake, Đulovac y Nova Krivaja y en Katinac se unió a las fuerzas croatas que avanzaban desde Daruvar y Grubišno Polje.
Al año siguiente, con el consentimiento de las autoridades croatas, croatas de Kosovo se mudaron a Đulovac provenientes de Letnica y Janjevo.